# موريس هوب
موريس هوب (بالإنجليزية: Maurice Hope)‏ (مواليد 6 ديسمبر 1951) هو ملاكم من المملكة المتحدة، مثّل بلاده في الألعاب الأولمبية الصيفية 1972.

## روابط خارجية
موريس هوب على موقع بوكس ريك (الإنجليزية) (registration required)
- موريس هوب على موقع أوليمبيديا (الإنجليزية)
- موريس هوب على موقع اللجنة الأولمبية البريطانية (الإنجليزية)